# Ансарофф, Нина
Нина Нунис (англ. Nina Nunes; род. 3 декабря 1985 года, Уэстон, штат Флорида, США) — американский боец смешанных боевых искусств, выступавшая под эгидой «UFC» в женской минимальной весовой категории.
На 21 декабря 2020 года занимает 5 строчку в рейтинге минимального веса UFC и 11 строчку в женском рейтинге вне весовых категорий. В апреле 2021 года официально поменяла фамилию с Ансарофф на Нунис. В августе 2022 года объявила о завершении карьеры.

## Биография
Ансарофф родилась и выросла в Уэстоне, штат Флорида. Её бабушка и дедушка по материнской линии родом из Северной Македонии. Во время учёбы в средней школе Лейк-Ридж обучалась борьбе.

## Профессиональный спорт
Ансарофф начала заниматься тхэквондо в возрасте 6 лет. Она начала заниматься смешанными единоборствами в 2009 году, чтобы похудеть и поддерживать форму после аварии на мотоцикле. Она дебютировала на профессиональном уровне в 2010 году и набила рекорд 5-3, прежде чем присоединиться к Invicta FC.

### Invicta FC
Ансарофф дебютировала в промоушене в бою против Муны Холланд 7 декабря 2013 года на Invicta FC в 7. Ансарофф победила техническим нокаутом в третьем раунде.

### Карьера в UFC
Нунис дебютировала в Ultimate Fighting Championship (UFC) в бою против Джулианы Лимы 8 ноября 2014 года на UFC Fight Night 56. Ансарофф проиграла бой единогласным решением судей.
Ожидалось, что Нунис встретится с Роуз Намаюнас 23 мая 2015 года на UFC 187. Нина провалила взвешивание с первой попытки, набрав 4 фунта лишнего веса. После того, как она не предприняла никаких попыток согнать вес, она была оштрафована на 20 процентов гонорара, которые достались Роуз Намаюнас. Однако в день мероприятия врачи UFC сняли Нунис с боя после того, как она заболела гриппом. В результате Намаюнас осталась без соперника и была снята с турнира.
В следующем бою Нунис встретилась с Жюстин Киш на UFC 195 2 января 2016 года. Она проиграла бой единогласным решением судей.
Нунис встретилась с Джослин Джонс-Либарджер на UFC Fight Night: Родригес против Пенна 15 января 2017 года. Она выиграла бой удушающим приёмом в третьем раунде.
Нунис встретилась с Анджелой Хилл на UFC Fight Night: Порье против Петтиса 11 ноября 2017 года.[22] Она выиграла бой единогласным решением судей.
Нунис встретилась с Рандой Маркос 28 июля 2018 года на UFC on Fox: Альварес против Порье 2. Она выиграла бой единогласным решением судей.
Нунис встретилась с Клаудией Гадельей 8 декабря 2018 года на UFC 231. Она выиграла бой единогласным решением судей.
Нунис встретилась с Татьяной Суарес 8 июня 2019 года на UFC 238. Она проиграла бой единогласным решением судей.
10 октября 2019 года Нунис объявила, что приостановит свою карьеру в смешанных единоборствах, чтобы попытаться родить своего первого ребенка. Попытки увенчались успехом, так как в марте 2020 года ее супруга Аманда Нунис объявила, что пара ожидает своего первенца, который родится позже в этом году. Нина Нунис родила дочь в сентябре 2020 года.
Нунис встретилась с Маккензи Дерн 10 апреля 2021 года на UFC on ABC 2. Она проиграла бой рычагом локтя в первом раунде.
Нунис должна была встретиться с Амандой Лемос 18 декабря 2021 года на UFC Fight Night 199. Однако Нунис была снята с боя по нераскрытой причине, и ее заменила Анджела Хилл.

#### Переход в наилегчайший вес
Нунис должна была встретиться с Синтией Кальвилло в поединке в наилегчайшем весе 9 июля 2022 года на UFC на ESPN 39. Однако в день мероприятия Нунис снялась из-за болезни, и бой был первоначально отменен, но в конечном итоге перенесен на UFC на ESPN 41 13 августа 2022 года. Нунис выиграла бой раздельным решением судей, а после боя объявила о завершении карьеры.

## Личная жизнь
Ансарофф состоит в браке со своей коллегой-бойцом UFC Амандой Нунис, действующей чемпионкой UFC в легчайшем и полулегком весе среди женщин. 6 марта 2020 года она объявила о беременности. 24 сентября 2020 года Нина родила дочь Риган Энн Нунис. В апреле 2021 года она начала использовать фамилию Нунис в UFC. Ее бой 10 апреля против Маккензи Дерн стал ее первым боем под новой фамилией.

## Статистика
| Боёв 18  | Побед 11 | Поражений 7 |
| -------- | -------- | ----------- |
| Нокаутом | 4        | 0           |
| Сдачей   | 2        | 2           |
| Решением | 5        | 5           |

| Результат | Рекорд | Соперник                 | Способ                       | Турнир                                  | Дата             | Раунд | Время | Место                             | Примечание                                                        |
| --------- | ------ | ------------------------ | ---------------------------- | --------------------------------------- | ---------------- | ----- | ----- | --------------------------------- | ----------------------------------------------------------------- |
| Победа    | 11-7   | Синтия Кальвильо         | Раздельное решение           | UFC on ESPN: Вера vs. Крус              | 13 августа 2022  | 3     | 5:00  | Сан-Диего, Калифорния,США         | Бой в наилегчайшем весе. После боя объявила о завершении карьеры. |
| Поражение | 10-7   | Маккензи Дерн            | Болевой приём (рычаг локтя)  | UFC on ABC: Веттори vs. Холланд         | 10 апреля 2021   | 1     | 4:48  | Лас-Вегас, Невада,США             |                                                                   |
| Поражение | 10-6   | Татьяна Суарес           | Единогласное решение         | UFC 238                                 | 8 июня 2019      | 3     | 5:00  | Чикаго, США                       |                                                                   |
| Победа    | 10-5   | Клаудия Гаделья          | Единогласное решение         | UFC 231                                 | 8 декабря 2018   | 3     | 5:00  | Торонто, Канада                   |                                                                   |
| Победа    | 9-5    | Ранда Маркос             | Единогласное решение         | UFC on Fox: Alvarez vs. Poirier         | 28 июля 2018     | 3     | 5:00  | Калгари, Канада                   |                                                                   |
| Победа    | 8-5    | Анджела Хилл             | Единогласное решение         | UFC Fight Night: Poirier vs. Pettis     | 11 ноября 2017   | 3     | 5:00  | Норфолк, Вирджиния, США           |                                                                   |
| Победа    | 7-5    | Джоселин Джонс-Либарджер | Сдача (удушение сзади)       | UFC Fight Night: Rodriguez vs. Penn     | 15 января 2017   | 3     | 3:39  | Финикс, Аризона, США              |                                                                   |
| Поражение | 6-5    | Жюстин Киш               | Единогласное решение         | UFC 195                                 | 2 января 2016    | 3     | 5:00  | Лас-Вегас, Невада, США            |                                                                   |
| Поражение | 6-4    | Джулианна Лима           | Единогласное решение         | UFC Fight Night: Shogun vs. Saint Preux | 8 ноября 2014    | 3     | 5:00  | Уберландия, Бразилия              |                                                                   |
| Победа    | 6-3    | Муна Холланд             | Нокаут (удары)               | Invicta FC 7: Honchak vs. Smith         | 7 декабря 2013   | 3     | 3:54  | Канзас-Сити, Миссури, США         |                                                                   |
| Победа    | 5-3    | Аилла Каролина Лима      | ТКО (удар ногой и добивание) | Premier Fight League 10                 | 15 июня 2013     | 1     | 1:25  | Серринья, Баия, Бразилия          |                                                                   |
| Победа    | 4-3    | Триша Кларк              | Нокаут (удары)               | Centurion Fights                        | 1 марта 2013     | 2     | 2:14  | Сент-Джозеф, Миссури, США         |                                                                   |
| Победа    | 3-3    | Тайра Паркер             | Сдача (рычаг локтя)          | Wild Bill’s Fight Night 51              | 15 декабря 2012  | 2     | 2:00  | Дулут, Джорджия, США              |                                                                   |
| Победа    | 2-3    | Джессика Дорнер          | Нокаут (удары)               | The Cage Inc.: Battle at the Border 11  | 24 ноября 2012   | 1     | 1:52  | Генкинсон, Северная Дакота, США   |                                                                   |
| Поражение | 1-3    | Кейси Ноланд             | Сдача (удушение сзади)       | The Cage Inc.: Battle at the Border 10  | 30 июля 2011     | 1     | 1:18  | Генкинсон, Северная Дакота, США   |                                                                   |
| Поражение | 1-2    | Барб Хончак              | Единогласное решение         | Crowbar MMA: Spring Brawl 2             | 29 апреля 2011   | 3     | 5:00  | Гранд-Форкс, Северная Дакота, США |                                                                   |
| Поражение | 1-1    | Карла Эспарса            | Раздельное решение           | Crowbar MMA: Winter Brawl               | 10 декабря 2010  | 3     | 5:00  | Гранд-Форкс, Северная Дакота, США |                                                                   |
| Победа    | 1-0    | Катя Витория             | Единогласное решение         | Crowbar MMA: Fall Brawl                 | 11 сентября 2010 | 3     | 5:00  | Фарго, Северная Дакота, США       |                                                                   |